# Grosser Gauner- und Kellerhandel

Klara Wendel (Porträt von Carl Durheim, 1852/1853). Ihre Verhaftung löste den «Grossen Gauner- und Kellerhandel» aus.

Der Grosse Gauner- und Kellerhandel der Jahre 1824 bis 1827 gilt als der «grösste Sensationsprozess der Restaurationszeit» in der Schweiz. Im Zuge des Prozesses stilisierten Behörden und Medien die Hauptverdächtigen Klara Wendel (1804–1884) und ihren älteren Bruder Johann (Krusihans, 1795–1831) zu Häuptern einer gefährlichen Räuberbande. Klara gestand und denunzierte 20 Morde, 14 Brandstiftungen und 1'588 Diebstähle. Schon vor Prozessabschluss führten Klaras Denunziationen zur Richterswiler Konferenz, die eine interkantonale Zusammenarbeit bei der Verfolgung der «Gauner» in der Schweiz beschloss.

## Tod von Schultheiss Franz Xaver Keller (1772–1816)
Am Abend des 12. September 1816 ging der liberale Luzerner Schultheiss Franz Xaver Keller mit seinen beiden Töchtern von der Stadt Luzern Richtung Landgut Geissmatt. Bei Dunkelheit und starkem Regen wählten sie einen schmalen Pfad entlang der Reuss. Eine Tochter ging voraus, der Vater in der Mitte. Als die zweite Tochter vor dem Vater das Landgut erreichte, machen sie sich mit Nachbarn auf die Suche nach dem Schultheiss. Drei Tage später wurde Franz Xaver Kellers Leiche am Ufer der Reuss gefunden. Ein gerichtsmedizinisches Attest hielt einen Unfall als Todesursache fest. Schon im September 1816 verbreiten sich jedoch Gerüchte, wonach ultramontane Kreise den liberalen Politiker ermorden liessen.

## Verhaftung von Klara Wendel (1804–1884)

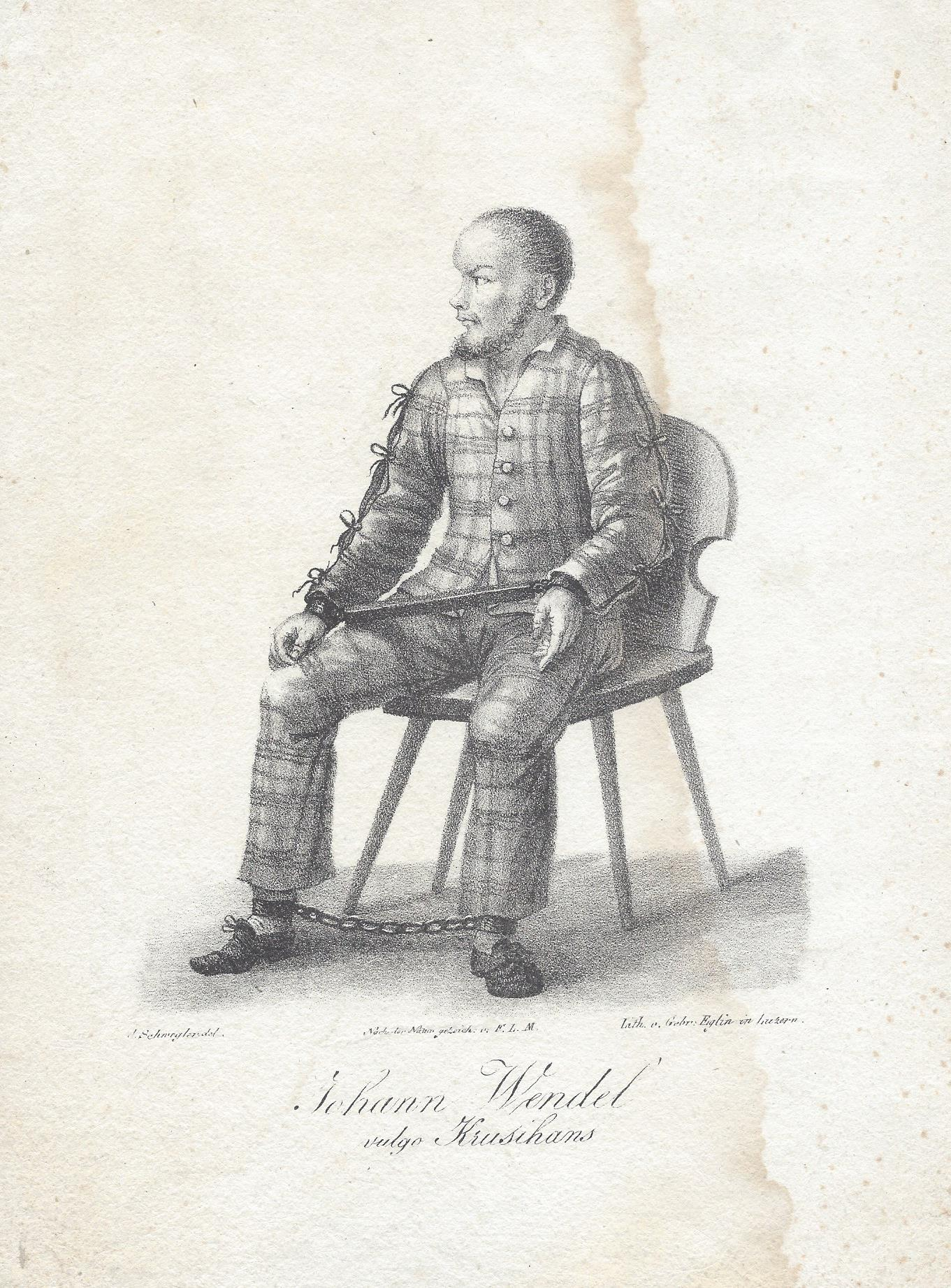
Johann Wendel vulgo Krusihans in Ketten, Kreidelithografie, 1826

Im Juni 1824 verhafteten Schwyzer Landjäger in Einsiedeln die zwanzigjährige heimatlose Klara Wendel wegen Hehlerei. Die Behörden verdächtigten sie, Diebesgut aus einem Einbruch in Näfels (Kanton Glarus) zu verkaufen. Unter prekären Haftbedingungen und in ständiger Angst vor physischer Gewalt denunzierte Klara eine Vielzahl von Verwandten und Bekannten, darunter vor allem ihren Bruder Johann (Krusihans) und ihren Schwager Josef Twerenbold. Am 19. Juni 1824 brachten Schwyzer Behördenvertreter sie nach Glarus, wo der Prozess stattfinden sollte.

## Prozess in Glarus
Im Rahmen weiterer Verhöre in Glarus gestand Klara Wendel dem Glarner Arzt und Verhörrichter Jakob Heer nicht nur, selbst in Näfels eingebrochen zu sein, sondern erzählte auch von einer Unzahl weiterer Vergehen, an denen sie beteiligt war oder von denen sie gehört hatte. In der Folge fahndeten die Glarner Behörden nach den Verdächtigen und bezeichneten sie als Mitglieder einer gefährlichen Räuberbande.
Das fortlaufende Eingeständnis weiterer Vergehen und die Denunziation einer Vielzahl vermeintlicher Mittäterinnen und Mittäter verlieh Klara bald den Status einer Kronzeugin. Der ermittelnden Verhörkommission war weniger an der Aufklärung der einzelnen Fälle gelegen als vielmehr dem Überführen einer «gefährlichen Gaunerbande». Schon im frühen Verlauf des Prozesses hatten Klaras Erzählungen einen entscheidenden Einfluss auf dessen weiteren Verlauf, wobei in erster Linie ihre Fähigkeit bemerkenswert war, «das Gesagte durch immer neue Geschichten zu beglaubigen, die Verhörrichter zu fesseln und vor allem herauszuspüren, was diese interessierte», wobei die «Andeutungsakrobatik» vor allem bei denjenigen Geschichten funktionierte, «denen ein Tatsachenkern zugrunde lag und bei denen sie die Möglichkeit einer anderen Erklärung ins Spiel bringen konnte». Wie beispielsweise im Todesfall von Franz Xaver Keller – obwohl Klara 1816 erst 12 Jahre alt war. Durch ständiges Auffordern der Verhörkommission, das Gesagte näher auszuführen, spann Klara die Geschichten immer weiter.
Die in Glarus festgesetzten weiteren Verdächtigen wurden im Januar 1825 nach Luzern gebracht. Am 1. Juni 1825, knapp ein halbes Jahr später, führten die Landjäger auch Klara Wendel dorthin, wo der Glarner Prozess seine Fortsetzung fand.

## Prozess in Luzern

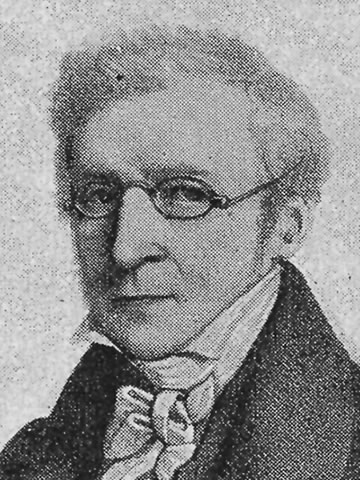
Josef Franz Karl Amrhyn. Nach Beendigung des Luzerner Prozesses wurde Amrhyn eidgenössischer Staatsschreiber und später Bundeskanzler (1830–1847)

Mit Klara Wendel wurden 17 Männer, 21 Frauen und 27 Kinder verhaftet und in verschiedenen Luzerner Gefängnissen untergebracht. Neben dem Glarner Jakob Heer fungierte in Luzern vor allem Josef Franz Karl Amrhyn (1800–1849) als Verhörrichter – der Sohn des amtierenden Luzerner Schultheissen und Kellers Nachfolger Josef Karl Amrhyn.
Im Herbst 1825 gab Johann Wendel nach monatelanger Haft unter prekären Bedingungen, nach Schlägen, Ketten- und Lügenstrafen und mehreren Gegenüberstellungen mit seiner Schwester Klara zu Protokoll, er habe den Mord an Franz Xaver Keller mit vier weiteren Mittätern begangen. Als Auftraggeber gaben Klara wie Krusihans die beiden aristokratisch-konservativen und kirchenfreundlichen Luzerner Regierungsräte Leodegar Corragioni d’Orelli (1758–1830) und Joseph Pfyffer von Heidegg (1759–1834) aus dem Geschlecht Pfyffer von Altishofen an.
Mit Johann Wendels Geständnis und der Inhaftierung der beiden Regierungsräte Corragioni und Pfyffer wurde aus dem bisherigen «Gaunerprozess» der sogenannte Kellerhandel – nun drehten sich die Untersuchungen nicht mehr bloss um eine mörderische Räuberbande, sondern um politischen Mord und damit um ein Staatsverbrechen. Als Konsequenz wurde der Prozess in einen «Gauner-» und in einen «Kellerprozess» aufgeteilt.
Da der Verhörrichter Amrhyn jedoch ein neues Betätigungsfeld als eidgenössischer Staatsschreiber in Bern fand und die Luzerner Gefängnisse überfüllt waren, zeigte sich Luzern nicht bereit, den Prozess weiterzuführen.

## Prozess in Zürich

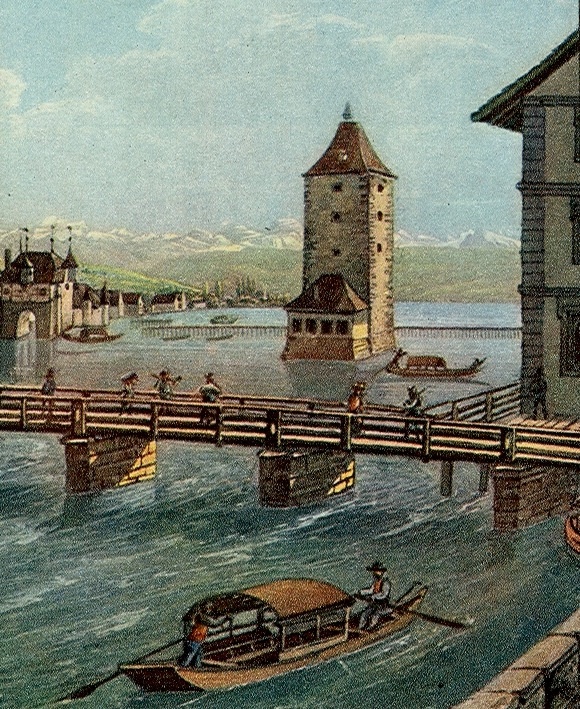
Von Dezember 1825 bis April 1826 fanden die Zürcher Verhöre zum «Kellerprozess» im Wellenbergturm statt.

Am 3. Dezember 1825 übernahm der spätere Zürcher Regierungsrat Heinrich Escher (1789–1870) den «Kellerprozess» und der Kriminalaktuar und Sekretär der Zentralpolizeidirektion in Bern Jakob Emanuel Roschi (1778–1848) wurde zum Verhörrichter im «Gaunerprozess» ernannt.
Escher deckte schnell eklatante Mängel in der bisherigen Prozessführung auf: So wurden etwa die Töchter von Franz Xaver Keller nie befragt, die Aussagen der Verdächtigen stimmten nicht vollständig überein und kamen infolge psychischer und physischer Gewalt zustande. Zudem wurden sie mehrere Monate unter katastrophalen Bedingungen in Haft gehalten. Johann Wendel und Josef Twerenbold widerriefen ihre bisherigen Geständnisse denn auch schon beim ersten Verhör der neuen Kommission. Klara Wendel erklärte erst im elften Verhör am 17. März 1826, dass sie an keiner Ermordung teilgenommen und nie eine solche beobachtet habe. Das stete Konstruieren neuer Geschichten rechtfertigte Klara damit, dass die Verhörrichter der Glarner und Luzerner Prozesse ständig weitere und neue Aussagen forderten, weshalb sie möglichst plausible Ereignisse zu erfinden begann, um diesen Erwartungen gerecht zu werden.
Jakob Emanuel Roschi deckte ebenfalls Mängel in der vorgängigen Prozessführung auf. So seien bloss die Vergehen und Verbrechen der Beschuldigten aufgelistet, die Aussagen der Inhaftierten jedoch nicht verifiziert worden. Zudem seien dieselben Verbrechen teilweise mehrfach protokolliert und gezählt worden. Vielfach hätten die Gefangenen bloss in der Hoffnung gestanden, damit der Prozess – und damit die Untersuchungshaft in den Gefängnistürmen – endlich ein Ende finde. Am Ende des Prozesses zählte die Verhörkommission noch 1'255 Diebstähle, wobei es sich bei der Beute meistens um Kleider oder Nahrungsmittel, Metall- und Krämerwaren handelte, die in insgesamt 14 Kantonen und dem Fürstentum Liechtenstein entwendet worden waren. Roschi wies allerdings auch darauf hin, dass die Delinquenten oft aus purer Not die Diebstähle begangen hatten. Die zunehmende Verfolgung der Nichtsesshaften hatte zur Folge, dass diese nicht mehr ihrem Gewerbe nachgehen konnten.

## Urteile
Trotzdem hatte der Prozess für viele der Angeklagten schwerwiegende Konsequenzen: 1826 wurden in Luzern Leodegar Arnold, Basil Germann und Johann Kiwiler «als unverbesserliche Diebe» mit dem Schwert öffentlich hingerichtet. Gegen andere verhängten die Richter zum Teil langjährige Ketten- und Haftstrafen. Klara Wendel, ihre Schwester Barbara und die Mutter Katharina Dreyer sollten ebenfalls zum Tode verurteilt werden. Die Gerichte milderten die Strafen jedoch in zwölfjährige Haft für Klara und ihre Mutter und in eine zehnjährige für Barbara. Danach sollten sie aus der Eidgenossenschaft verbannt oder, falls in der Zwischenzeit ein Bürgerrecht für sie ausgemittelt würde, diese Gemeinde nicht mehr verlassen dürfen. Klaras Bruder Johann wurde zu zwölfjähriger Kettenhaft verurteilt, danach sollte er seine Heimatgemeinde nicht mehr verlassen dürfen.
Des Mordes an Franz Xaver Keller befand das Gericht weder die «Gauner» noch die Luzerner Regierungsräte Joseph Pfyffer von Heidegg und Leodegar Corragioni d’Orelli für schuldig. Escher vermutete eine politische Verschwörung gegen die konservativen Luzerner, dessen Urheber er in den Radikalen Vitalis Troxler (1780–1866) und Ludwig Snell (1785–1854) vermutete. Diese Anschuldigung wird von der Forschung als abstrus und konstruiert bezeichnet. Klara Wendels Denunziation der vermeintlichen Auftraggeber kam aber den Verhörrichtern im Kontext ihres parteipolitischen Standpunkts gelegen.

## Kindswegnahmen
Auf Initiative der Luzerner Sektion der Schweizerischen Gemeinnützigen Gesellschaft (SGG) wurden alle 23 Kinder, die mit ihren Eltern inhaftiert worden waren, nach dem Prozess «versorgt». Ziel der Massnahme war, die Kinder der früheren Lebensweise zu entreissen und in die bürgerliche sesshafte Gesellschaft zu integrieren. Eine Mittel dazu war auch die Vergabe neuer Familiennamen, zum Beispiel «Freund» beziehungsweise «Fründ» statt «Wendel», «Wacker» und «Ehrlich» statt «Wächter», «Demuth» statt «Feuchter», «Redlich» statt «Germann» oder «Schwyzer» statt «Twerenbold» und «Arnold».